# TV 2 Sport
|  | Denne artikel omhandler kanalen TV 2 Sport fra 2015. Den tidligere kanal af samme navn hedder nu TV3 Sport (Tv-kanal). |
TV 2 Sport er en dansk tv-kanal, der startede 9. januar 2007. Kanalen ejedes af TV 2 og fokuserede på sport, blandt andet håndbold, ishockey, basketball, cykling, fodbold og vintersport.
Navnet blev fra 2007 brugt om en anden kanal, der efter frasalg i 2013 blev til TV3 Sport 1.
4. januar 2020 tilføjede TV 2 en ny sportskanal ved navn TV 2 Sport X, der udvidede sportsdækningen med især fokus på fodbold fra Serie A og La Liga, skiskydning, NBA tennis og X Games.

## Logoer
- TV 2 Sport's anden logo, som blev brugt fra 2019 indtil 2023
- TV 2 Sport's tredje og nuværende logo, der har været brugt siden 2023

## Sportsværter
- Camilla Martin
- Christina Schmidth
- Dennis Ritter
- Heidi Møller Sindberg
- Rikke Møller Pedersen
- Michael Stærke
- Henrik Hoffmann
- Morten Ankerdal
- Søren Reedtz
- Thomas Bilde
- Stine Bjerre Mortensen
- Thomas Kristensen
- Sanne Jakobsen
- Jon Pagh
- Jonas Nyhøj
- Jimmy Bøjgaard
- Jesper Amter
- Thomas Kristensen